# Allianz der Liberalen und Demokraten für Europa (Partei)

Altes Logo ELDR

Logo ELDR (bis 2012)

Altes Logo ALDE 2012–2016

Die Allianz der Liberalen und Demokraten für Europa (ALDE, auch ALDE-Partei) ist eine liberale europäische politische Partei.
Zurzeit (Stand 2025) hat sie 73 Mitgliedsparteien. In Deutschland ist die FDP, in Österreich die NEOS und in der Schweiz die FDP.Die Liberalen sowie die Grünliberale Partei Mitglieder.

## Geschichte und Gegenwart
Die liberale Partei wurde auf Einladung u. a. von Martin Bangemann am 26. März 1976 in Stuttgart von 14 Parteien aus damals sieben EG-Mitgliedstaaten zunächst als Föderation der Liberalen und Demokratischen Parteien in der Europäischen Gemeinschaft gegründet. Daraus wurden 1977 die Europäischen Liberalen und Demokraten (ELD) und 1986 die Europäischen Liberalen, Demokraten und Reformer (ELDR). Am 30. April 2004 erfolgte die Gründung als offizielle „politische Partei auf europäischer Ebene“ unter dem Namen Europäische Liberale, Demokratische und Reformpartei (ELDR). Am 10. November 2012 wurde die Partei nach ihrer seit 2004 bestehenden Fraktionsgemeinschaft in ALDE umbenannt. Sie ist als internationale Vereinigung ohne Gewinnerzielungsabsicht (AISBL) organisiert.
Im Europäischen Parlament bildet die ALDE mit den Zentristen der Europäischen Demokratischen Partei seit der Europawahl 2004 eine gemeinsame Fraktion, die von 2004 bis 2019 ebenfalls den Namen ALDE trug. 2019 wurde als deren Nachfolgerin die Fraktion Renew Europe gegründet, der auch die Partei En Marche! des französischen Präsidenten Emmanuel Macron angehört. Diese Fraktion verfügt derzeit über 75 Abgeordnete im Europäischen Parlament, davon 49 von der ALDE-Partei. Zwischenzeitlich stellte die ALDE-Fraktion die meisten Regierungschefs in der Europäischen Union und war somit stärkste Kraft im Europäischen Rat.
Im März 2025 wurde die Allianz der Liberalen und Demokraten für Europa wie auch deren Jugendorganisation LYMEC von der Staatsanwaltschaft Russlands zur unerwünschten Organisation erklärt. Kurz darauf verließ die russische Partei Jabloko die Allianz und begründete den Schritt damit, dass „die Position vom ALDE zum russisch-ukrainischen Konflikt auf dessen weitere Eskalation abzielt, indem sie die Fortsetzung der Feindseligkeiten unterstützt und den Einsatz der tödlichsten modernen Waffen ausweitet, um einen unerreichbaren Sieg zu erreichen, der unzählige Opfer fordert“.

## Organisation
Das Sekretariat der ALDE befindet sich in Brüssel. Ihre wichtigsten Organe sind der Kongress (Parteitag), Rat und Vorstand.
Die ALDE ist im Wesentlichen ein Dachverband der ihr angehörenden Mitgliedsparteien. Bis 2023 konnten ihr jedoch auch Einzelpersonen als individuelle Mitglieder beitreten, die mit einem Steering Committee eine eigene Vertretung hatten.
Die Jugendorganisation der ALDE ist die European Liberal Youth (LYMEC). In Deutschland gehören ihr die Jungen Liberalen und die Liberalen Hochschulgruppen, in Österreich die JUNOS und in der Schweiz die Jungfreisinnigen an.
Unterlagen der europäischen Liberalen (ELDR, ALDE und LYMEC) werden im Archiv des Liberalismus der Friedrich-Naumann-Stiftung für die Freiheit in Gummersbach gesammelt.

## Gründungsmitglieder
Folgende neun Parteien gründeten 1976 die Europäischen Liberaldemokraten (ELD):
- Deutschland: Freie Demokratische Partei (FDP)
- Frankreich: Parti Radical (PR)
- Dänemark: Venstre (V)
- Italien: Partito Liberale Italiano (PLI)
- Niederlande: Volkspartij voor Vrijheid en Democratie (VVD)
- Luxemburg: Demokratesch Partei (DP)
- Belgien:
  -  Flandern Partij voor Vrijheid en Vooruitgang (PVV)
  -  Wallonische Region Parti de la Liberté et du Progrés (PLPW)
  -  Brüssel Parti Libéral (PL Bruxelles)

Weitere fünf Parteien nahmen im Laufe des Jahres 1976 den Beobachterstatus in der ELD an:
- Dänemark: Radikale Venstre (RV)
- Frankreich: Mouvement des Radicaux des Gauche (MRG)
- Frankreich: Républicains indépendants (FNRI)
- Italien: Partito Repubblicano Italiano (PRI)
- Vereinigtes Königreich: Liberal Party (LIB)

## Heutige Mitgliedsparteien

Staaten mit Vollmitgliedern (und möglicherweise assoziierten Parteien, Stand vor Austritt der russischen Jablonko)
Staaten mit assoziierten Parteien

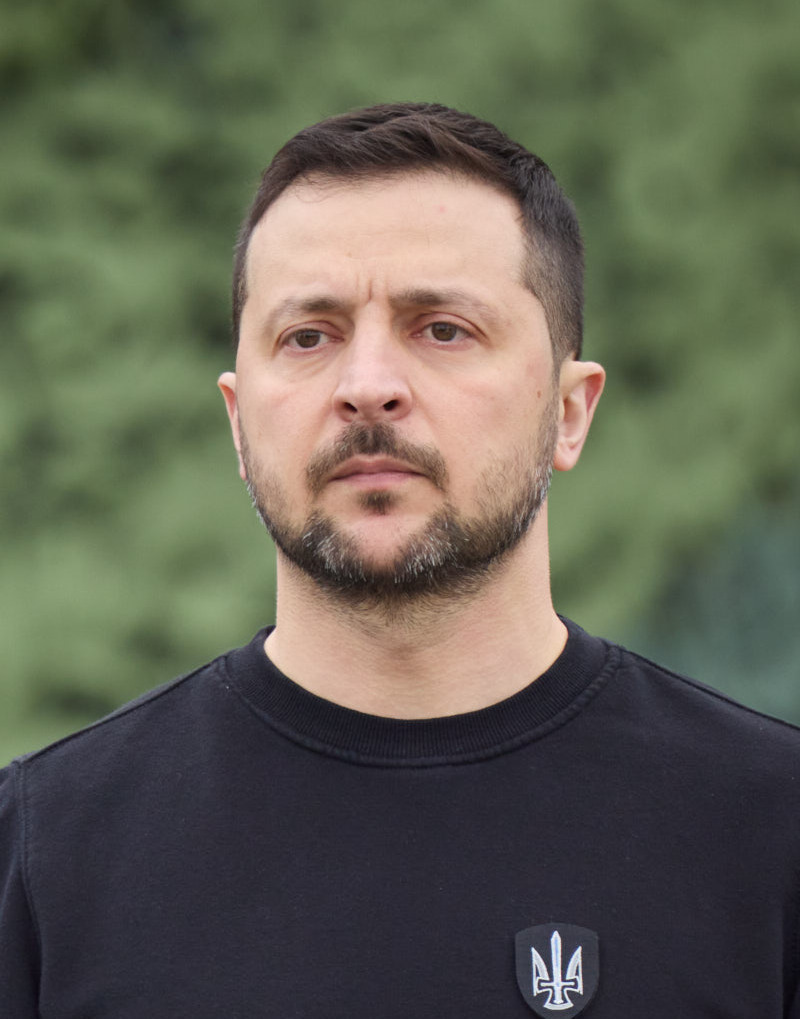
Wolodymyr Selenskyj, dessen Partei Sluha narodu Mitglied der ALDE ist, ist einer der mehreren Staats- und Regierungschefs aus den Reihen der Liberalen

### Vollmitglieder
| Staat                   | Partei                                                                                      | MdEP | Nationale Abgeordnete | Mitglied seit |
| ----------------------- | ------------------------------------------------------------------------------------------- | ---- | --------------------- | ------------- |
| Andorra                 | Acció per Andorra (Aktion für Andorra)                                                      | *    | 1/28                  | Dez. 2022     |
| Andorra                 | Partit Liberal d’Andorra (Liberale Partei Andorras)                                         | *    | 0/28                  | März 1996     |
| Belgien                 | Open Vlaamse Liberalen en Democraten (Open VLD) (Flämische Liberale und Demokraten)         | 2/21 | 14/150                | März 1976     |
| Belgien                 | Mouvement Réformateur (MR) (Partei für Freiheit und Fortschritt (PFF))                      | 2/21 | 20/150                | März 1976     |
| Bosnien und Herzegowina | Naša stranka (Unsere Partei)                                                                | *    | 2/42                  | Juni 2016     |
| Bulgarien               | Продължаваме промяната (Wir setzen den Wandel fort)                                         | 2/17 | 19/240                | Juni 2025     |
| Dänemark                | Venstre (Dänemarks Liberale Partei)                                                         | 2/15 | 34/179                | März 1976     |
| Dänemark                | Radikale Venstre (Dänemarks Sozialliberale Partei)                                          | 1/15 | 8/179                 | Feb. 1992     |
| Dänemark                | Moderaterne (Die Moderaten)                                                                 | 1/15 | 16/179                | Juni 2025     |
| Deutschland             | Freie Demokratische Partei                                                                  | 5/96 | 0/630                 | März 1976     |
| Estland                 | Eesti Reformierakond (Estnische Reformpartei)                                               | 2/7  | 34/101                | Dez. 1995     |
| Finnland                | Suomen Keskusta (Finnische Zentrumspartei)                                                  | 2/14 | 31/200                | März 1992     |
| Finnland                | Svenska Folkpartiet (Schwedische Volkspartei)                                               | 1/14 | 9/200                 | Juli 1992     |
| Frankreich              | Parti radical (Radikale Partei)                                                             | 1/79 | 17/577                | Nov. 2018     |
| Frankreich              | Union des démocrates et indépendants (Union der Demokraten und Unabhängigen)                | –    | 21/577                | Dez. 2016     |
| Georgien                | Girchi – Mehr Freiheit                                                                      | *    | 0/150                 | Juni 2022     |
| Georgien                | Lelo Sakartvelostvis (Versuch für Georgien)                                                 | *    | 0/150                 | Juni 2022     |
| Georgien                | Strategia Aghmashenebeli (Strategiebauer)                                                   | *    | 0/150                 | Dez. 2021     |
| Irland                  | Fianna Fáil (Republikanische Partei)                                                        | 2/13 | 38/160                | April 2009    |
| Island                  | Viðreisn (Reform)                                                                           | *    | 4/63                  | Feb. 2019     |
| Italien                 | Azione (Aktion)                                                                             | 1/76 | 12/400                | Okt. 2023     |
| Italien                 | Liberali Democratici Europei (Europäische Liberale Demokraten)                              | –    | –                     | Okt. 2023     |
| Italien                 | Più Europa (Mehr Europa)                                                                    | –    | 2/400                 | Feb. 2019     |
| Italien                 | Radicali Italiani (Italienische Radikale)                                                   | –    | –                     | Okt. 2004     |
| Kosovo                  | Partia Demokratike e Kosovës (Demokratische Partei des Kosovo)                              | *    | 19/120                | Dez. 2022     |
| Kroatien                | Centar (Zentrum)                                                                            | –    | 2/151                 | Dez. 2017     |
| Kroatien                | Fokus                                                                                       | –    | 2/151                 | Mai 2023      |
| Kroatien                | Istarski demokratski sabor/Dieta Democratica Istriana (Istrische Demokratische Versammlung) | 1/12 | 3/151                 | Mai 2006      |
| Lettland                | Latvijas attīstībai (Für Lettlands Entwicklung)                                             | 1/8  | 0/100                 | April 2013    |
| Lettland                | Kustība Par! („Bewegung Für!“)                                                              | –    | 0/100                 | Okt. 2019     |
| Litauen                 | Laisvės partija (Freiheitspartei)                                                           | –    | 1/141                 | Okt. 2019     |
| Litauen                 | Liberalų sąjūdis (Bewegung der Liberalen)                                                   | 1/11 | 13/141                | Okt. 2006     |
| Luxemburg               | Demokratesch Partei (Demokratische Partei)                                                  | 1/6  | 14/60                 | März 1976     |
| Moldau                  | Coaliția pentru Unitate si Bunăstare (Koalition für Einheit und Wohlfahrt)                  | *    | –                     | Mai 2023      |
| Montenegro              | Liberalna Partija Crne Gore (Liberale Partei Montenegros)                                   | *    | 1/81                  | Nov. 2014     |
| Niederlande             | Democraten 66                                                                               | 1/29 | 29/150                | Dez. 1994     |
| Niederlande             | Volkspartij voor Vrijheid en Democratie (Volkspartei für Freiheit und Demokratie)           | 5/29 | 34/150                | März 1976     |
| Nordmazedonien          | Liberalno-demokratska partija (Liberal-Demokratische Partei)                                | *    | 2/120                 | Dez. 2016     |
| Norwegen                | Venstre (Liberale Partei)                                                                   | *    | 9/169                 | Okt. 2000     |
| Österreich              | NEOS – Das Neue Österreich und Liberales Forum                                              | 2/20 | 18/183                | Mai 2014      |
| Portugal                | Iniciativa Liberal (Liberale Initiative)                                                    | 2/21 | 9/230                 | Dez. 2017     |
| Rumänien                | Uniunea Salvați România (Union Rettet Rumänien)                                             | 2/33 | 40/330                | Juli 2019     |
| Schweden                | Liberalerna (Die Liberalen)                                                                 | 1/21 | 19/349                | Juli 1991     |
| Schweden                | Centerpartiet (Zentrumspartei)                                                              | 2/21 | 22/349                | April 2000    |
| Schweiz                 | FDP.Die Liberalen                                                                           | *    | 28/200                | Okt. 1993     |
| Schweiz                 | Grünliberale Partei                                                                         | *    | 10/200                | Juli 2019     |
| Serbien                 | Pokret slobodnih građana (Bewegung Freier Bürger)                                           | *    | 3/250                 | Dez. 2022     |
| Slowakei                | Progresívne Slovensko (Progressive Slowakei)                                                | 6/15 | 33/150                | Nov. 2018     |
| Slowenien               | Gibanje Svoboda (Freiheitsbewegung)                                                         | 2/9  | 41/90                 | Juni 2025     |
| Spanien                 | Ciudadanos (Staatsbürger)                                                                   | 0/59 | 0/350                 | Juni 2016     |
| Ukraine                 | Голос (Stimme)                                                                              | *    | 20/450                | Nov. 2020     |
| Ukraine                 | Європейська партія України (Europäische Partei der Ukraine)                                 | *    | –                     | Mai 2013      |
| Ukraine                 | Слуга народу (Diener des Volkes)                                                            | *    | 240/450               | Feb. 2022     |
| Ungarn                  | Magyar Liberális Párt (Ungarische Liberale Partei)                                          | –    | 0/199                 | April 2013    |
| Ungarn                  | Momentum Mozgalom (Momentum-Bewegung)                                                       | 0/21 | 11/199                | Nov. 2018     |
| Vereinigtes Königreich  | Liberal Democrats (Liberaldemokraten)                                                       | *    | 72/650                | Nov. 1988     |
| Zypern                  | Dimokratiki Parataxi (Demokratische Ausrichtung)                                            | –    | 4/56                  | Nov. 2020     |

### Assoziierte Parteien
| Staat                  | Partei                                                                                        | MdEP | Nationale Abgeordnete | Mitglied seit |
| ---------------------- | --------------------------------------------------------------------------------------------- | ---- | --------------------- | ------------- |
| Armenien               | Armenischer Nationalkongress                                                                  | *    | –                     | März 2016     |
| Armenien               | Leuchtendes Armenien                                                                          | *    | 0/107                 | Feb. 2019     |
| Aserbaidschan          | Müsavat Partiyası (Gleichheitspartei)                                                         | *    | –                     | Okt. 2007     |
| Georgien               | Freie Demokraten                                                                              | *    | 0/150                 | Nov. 2012     |
| Georgien               | Droa! (Es ist Zeit!)                                                                          | *    | 0/150                 | Juni 2024     |
| Georgien               | Republikanische Partei Georgiens                                                              | *    | 0/150                 | Okt. 2007     |
| Gibraltar              | Liberal Party of Gibraltar (Liberale Partei Gibraltars)                                       | *    | 2/17                  | Mai 2015      |
| Italien                | Team K                                                                                        | –    | –                     | März 2019     |
| Kroatien               | Građansko-liberalni savez (Bürgerlich-Liberale Allianz)                                       | –    | 1/151                 | Dez. 2017     |
| Kroatien               | Hrvatska narodna stranka – Liberalni demokrati (Kroatische Volkspartei – Liberale Demokraten) | –    | 1/151                 | Dez. 2001     |
| Kroatien               | Hrvatska socijalno-liberalna stranka (Kroatische Sozial-Liberale Partei)                      | –    | 2/151                 | März 1994     |
| Polen                  | Nowoczesna (Die Moderne)                                                                      | –    | 6/460                 | Juni 2016     |
| Ukraine                | Громадянська позиція (Bürgerliche Position)                                                   | *    | –                     | Juni 2016     |
| Ukraine                | Сила людей (Kraft der Menschen)                                                               | *    | –                     | Nov. 2018     |
| Vereinigtes Königreich | Alliance Party of Northern Ireland (Allianzpartei Nordirlands)                                | *    | 1/650                 | April 2018    |
| Zypern                 | Enomeni Dimokrates (Vereinigte Demokraten)                                                    | –    | –                     | Dez. 1996     |

* Nicht in der Europäischen Union

### Ehemalige Mitglieder (unvollständig)
- Dwischenie sa Prawa i Swobodi (2001–2024)
- Eesti Keskerakond (2003–2024)
- Aleanca Kosova e Re (2009–2025)
- Partidul Liberal (2010–2025)
- Jabloko (2008–2025)
- Partei der Volksfreiheit (2008–2025)

## ALDE-Mitglieder in europäischen Institutionen
| Organisation      | Institution                                               | Sitze  |
| ----------------- | --------------------------------------------------------- | ------ |
| Europäische Union | Europäisches Parlament                                    | 49/720 |
| Europäische Union | Europäische Kommission                                    | 5/27   |
| Europäische Union | Europäischer Rat (Staats- und Regierungschefs)            | 3/27   |
| Europäische Union | Rat der Europäischen Union (Beteiligung an der Regierung) |        |
| Europäische Union | Ausschuss der Regionen                                    |        |
| Europarat         | Parlamentarische Versammlung                              |        |

### Europäischer Rat

Länder mit ALDE- bzw. Renew-Ratsmitglied im Mai 2025 sind gelb markiert

Die ALDE stellt derzeit (Februar 2025) drei der 27 Staats- oder Regierungschefs, die dem Europäischen Rat angehören:
- Irland: Micheál Martin (FF)
- Estland: Kristen Michal (RE)
- Slowenien: Robert Golob (GS)

Außerdem stellt die ALDE mit der Estin Kaja Kallas (RE) die nicht stimmberechtigte Hohe Vertreterin der Europäischen Union für Außen- und Sicherheitspolitik.

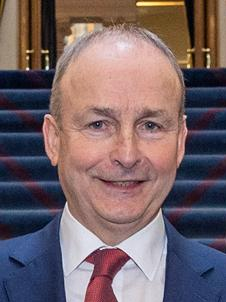
Micheál Martin Irland
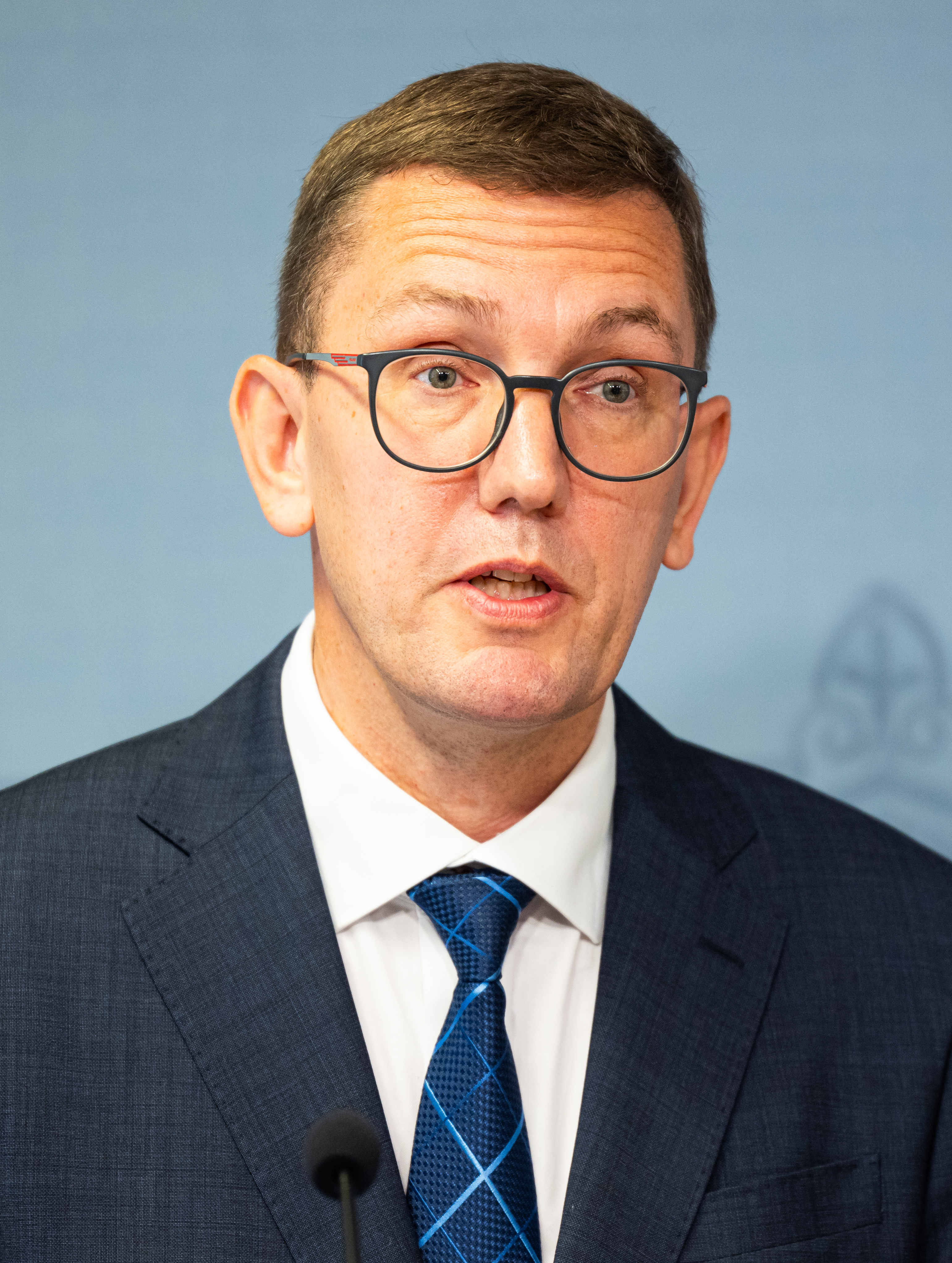
Kristen Michal Estland
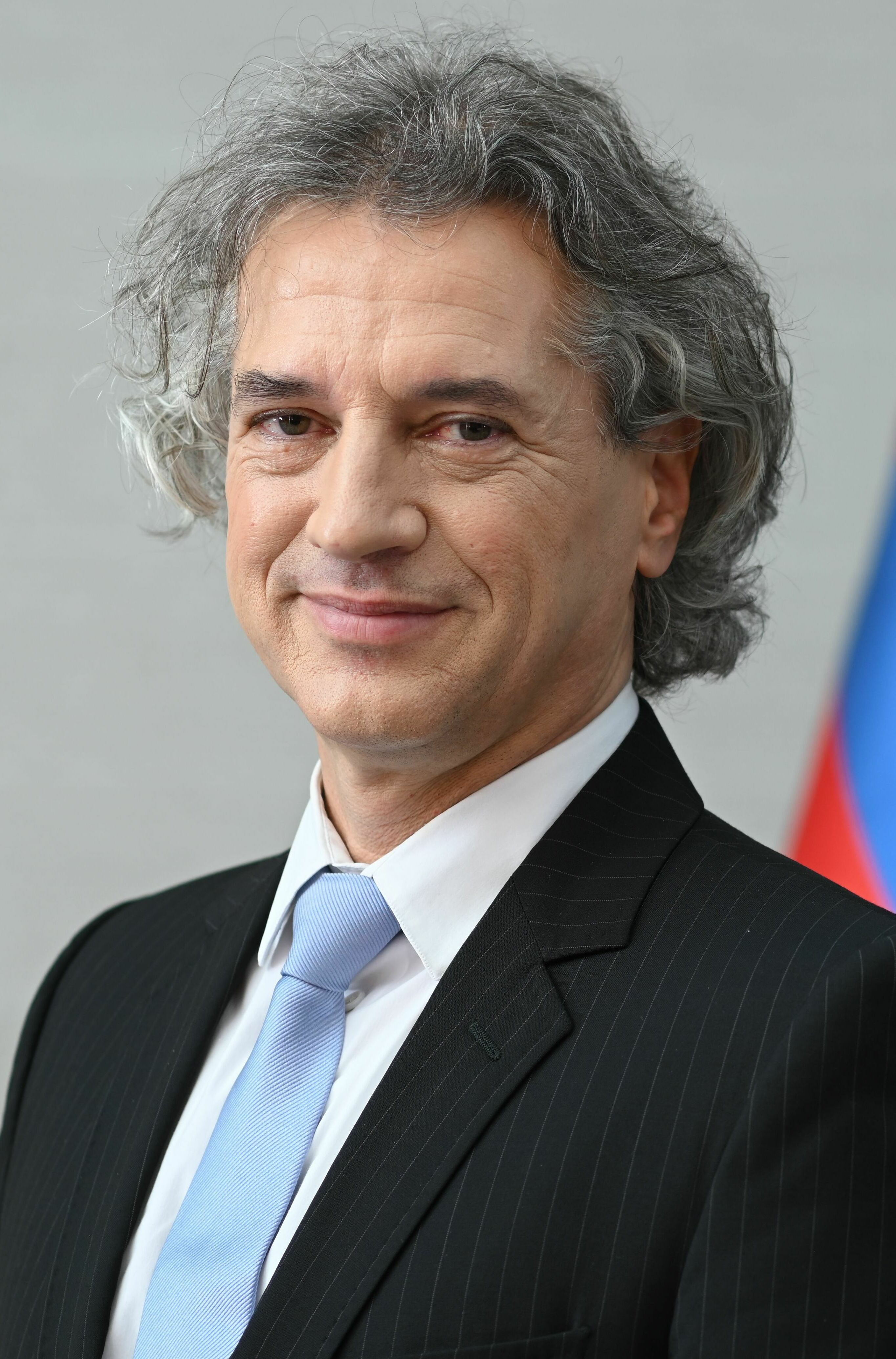
Robert Golob
 Slowenien
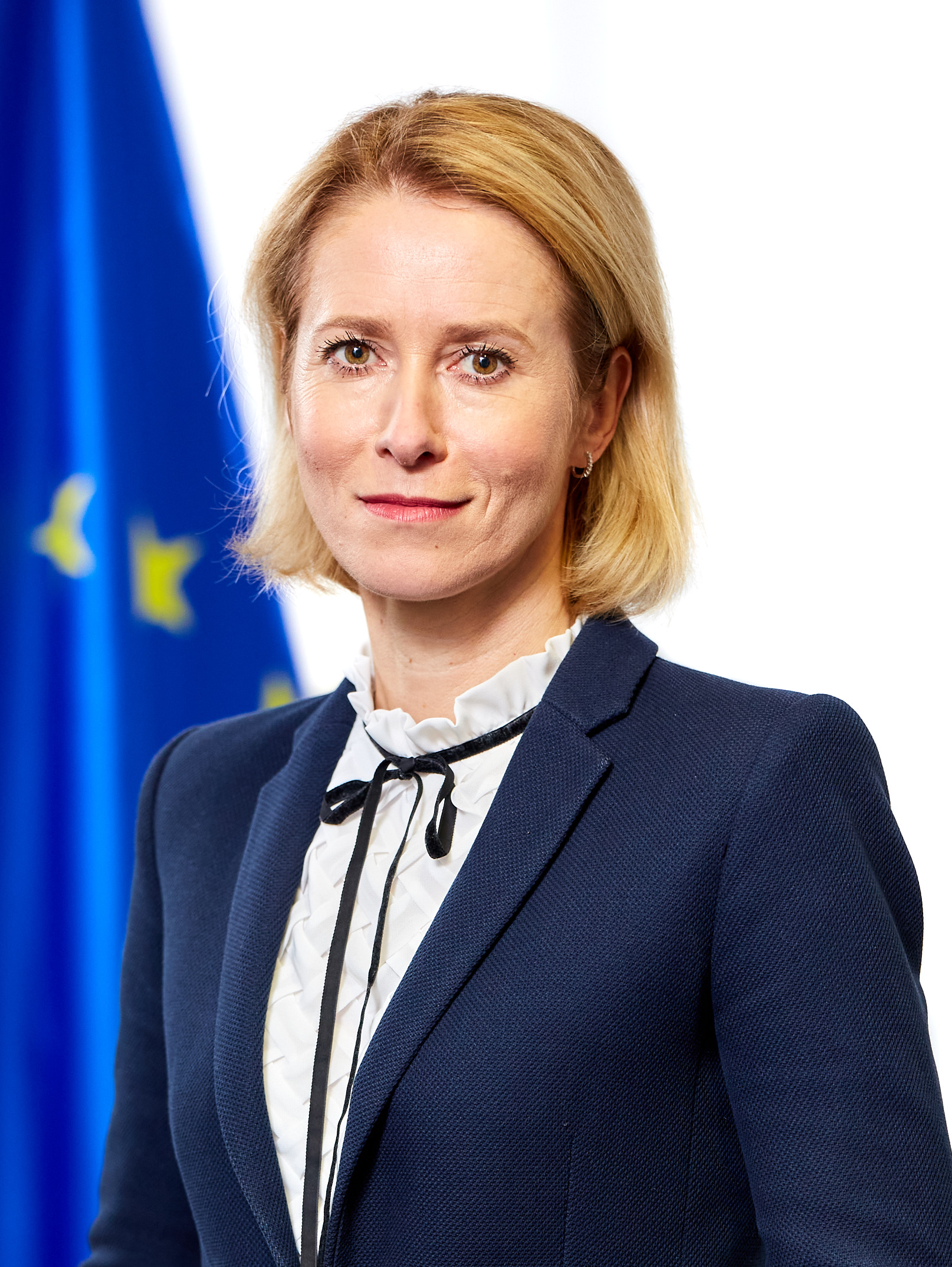
Kaja Kallas EU

### Europäische Kommission
Der seit 2024 amtierenden Kommission von der Leyen II gehören fünf Kommissare aus Mitgliedsparteien der ALDE an. Zwei von ihnen sind Vizepräsidenten.